# Swinging Suites by Edward E. and Edward G.
 (octobre 2023).
La mise en forme du texte ne suit pas les recommandations de Wikipédia : il faut le « wikifier ».
Les points d'amélioration suivants sont les cas les plus fréquents. Le détail des points à revoir est peut-être précisé sur la page de discussion.
- Les titres sont pré-formatés par le logiciel. Ils ne sont ni en capitales, ni en gras.
- Le texte ne doit pas être écrit en capitales (les noms de famille non plus), ni en gras, ni en italique, ni en « petit »…
- Le gras n'est utilisé que pour surligner le titre de l'article dans l'introduction, une seule fois.
- L'italique est rarement utilisé : mots en langue étrangère, titres d'œuvres, noms de bateaux, etc.
- Les citations ne sont pas en italique mais en corps de texte normal. Elles sont entourées par des guillemets français : « et ».
- Les listes à puces sont à éviter, des paragraphes rédigés étant largement préférés. Les tableaux sont à réserver à la présentation de données structurées (résultats, etc.).
- Les appels de note de bas de page (petits chiffres en exposant, introduits par l'outil «  Source ») sont à placer entre la fin de phrase et le point final[comme ça].
- Les liens internes (vers d'autres articles de Wikipédia) sont à choisir avec parcimonie. Créez des liens vers des articles approfondissant le sujet. Les termes génériques sans rapport avec le sujet sont à éviter, ainsi que les répétitions de liens vers un même terme.
- Les liens externes sont à placer uniquement dans une section « Liens externes », à la fin de l'article. Ces liens sont à choisir avec parcimonie suivant les règles définies. Si un lien sert de source à l'article, son insertion dans le texte est à faire par les notes de bas de page.
- La présentation des références doit suivre les conventions bibliographiques. Il est recommandé d'utiliser les modèles {{Ouvrage}}, {{Chapitre}}, {{Article}}, {{Lien web}} et/ou {{Bibliographie}}. Le mode d'édition visuel peut mettre en forme automatiquement les références.
- Insérer une infobox (cadre d'informations à droite) n'est pas obligatoire pour parachever la mise en page.

Pour une aide détaillée, merci de consulter Aide:Wikification.
Si vous pensez que ces points ont été résolus, vous pouvez retirer ce bandeau et améliorer la mise en forme d'un autre article.
Albums de Duke Ellington
Piano in the Background
(1960) Unknown Session
(1960)
Swinging Suites by Edward E. & Edward G. (également connu sous le nom de Peer Gynt Suite/Suite Thursday) est un album du pianiste, compositeur et chef d'orchestre américain Duke Ellington enregistré pour le label Columbia en 1960 avec une interprétation jazz de Peer Gynt de Grieg et l'hommage d'Ellington au Tendre Jeudi (en anglais Sweet Thursday) de John Steinbeck, co-écrit par Billy Strayhorn. L'album a été réédité sur CD sous le titre Three Suites avec la refonte par Ellington de Casse-Noisette de Tchaïkovski en 1990.

## Réception
La note des clients Allmusic a attribué à l'album 4½ étoiles.
Dans les années 1960, l'Académie royale suédoise de musique a fait une déclaration, se référant à un paragraphe de la loi suédoise appelé "Klassikerskyddet" ("Protection des classiques") dans la législation sur le droit d'auteur, selon laquelle les versions jazz de Duke Ellington de l'album "offensaient la culture musicale des peuples nordiques". Ellington a retiré l'album et l'affaire n'a jamais été jugée devant le tribunal.
En 1992, The New York Times a passé en revue une performance live de l'adaptation de Peer Gynt d'Ellington : « Les morceaux, avec leurs harmonies denses et magnifiques, se prêtent parfaitement à une performance live » et « la mélodie continuait de jeter un œil autour d'harmonies crémeuses, dévalant des sections au tempo accéléré, brusquement fusionné avec des ballades".

## Liste des pistes
Sélections des suites no 1 et 2 de « Peer Gynt » écrites par Edvard Grieg adaptées par Duke Ellington
1. "Morning Mood" - 4:24
2. "In the Hall of the Mountain King" - 2:33
3. "Solvejg's Song" - 3:59
4. "Ase's Death" - 3:47
5. "Anitra's Dance" - 2:58

" Suite Thursday " écrit par Duke Ellington et Billy Strayhorn
1. "Misfit Blues" – 4:09
2. "Schwiphti" - 3:04
3. "Zweet Zurzday" – 3:56
4. "Lay-By" – 16h50

Enregistré à Los Angeles le 28 juin (pistes 1 et 5), le 29 juin (pistes 3 et 4), le 30 juin (piste 2) et le 10 octobre (pistes 6 à 9) 1960.

## Effectif Instrumental
- Duke Ellington – piano
- Willie Cook, Fats Ford, Eddie Mullins, Gerald Wilson (piste 2) – trompette
- Ray Nance, – trompette, violon (sur "Lay-By") (non crédité)
- Lawrence Brown, Matthew Gee, Booty Wood, Britt Woodman (pistes 1 à 5) – trombone
- Juan Tizol – trombone à pistons
- Jimmy Hamilton – clarinette, saxophone ténor
- Johnny Hodges (pistes 1 à 5), Paul Horn (pistes 6 à 9) – saxophone alto
- Russell Procope – saxophone alto, clarinette
- Paul Gonsalves – saxophone ténor
- Harry Carney – saxophone baryton
- Aaron Bell – basse
- Sam Woodyard - batterie